# Oswaldella antarctica
Oswaldella antarctica is een hydroïdpoliep uit de familie Kirchenpaueriidae. De poliep komt uit het geslacht Oswaldella. Oswaldella antarctica werd in 1904 voor het eerst wetenschappelijk beschreven door Jäderholm. 